# Empire State Building
Empire State Building je neboder u New Yorku. Zgrada ima 102 kata, a dizajnirali su je arhitekti Shreve, Lamb i Herman. Izgrađena je 1931. godine. Zgrada je dobila ime po nadimku države New York. Američko udruženje građevinara proglasilo je Empire State Building jednim od sedam modernih svjetskih čuda. Zgrada također pripada Svjetskoj federaciji velikih zgrada, a od 1931. do 1972. godine bila je najviša zgrada na svijetu.